# 曽左村
曽左村（そさむら）は、かつて兵庫県に存在していた村である。1954年に姫路市などと合併し消滅。
現在の書写中学校区から菅生川以西（打越地区）を除いた地域にほぼ相当する、姫路市中西部に位置していた。

## 概要
現在の姫路市書写、書写台、菅生台の一部、田井台、北夢前台の一部、六角、刀出、刀出栄立町にほぼ相当する。

## 沿革
- 1889年（明治22年）4月1日 町村制施行に伴い以下の範囲を以て飾西郡曽左村発足。
  - 書写村、六角村、刀出村
- 1896年（明治29年）4月1日 飾東郡、飾西郡が合併し飾磨郡に。
- 1954年（昭和29年）7月1日 太市村、八木村、糸引村、余部村と共に姫路市に編入されたため消滅。

## 経済

### 産業
- 農業

『大日本篤農家名鑑』によれば、曽左村の篤農家は「石原大三郎、川口木市郎」などである。農業を営む人物は「東道藤次、川口勝次、高橋敬次、田原巳之吉、山田一夫」などである。

## 出身人物
- 川口英介（地主）[2]
- 川口義信（地主）[2]
- 石原忠（教員）[2]